# Supunna albomaculata
Supunna albomaculata là một loài nhện trong họ Corinnidae.
Loài này thuộc chi Supunna. Supunna albomaculata được William Joseph Rainbow miêu tả năm 1902.